# Бої за Проскурів
Бої за Проскурів — одна з битв Радянсько-української війни. Ці бої відбулися на залізничній станції Проскурів 25 вересня 1920 року і закінчилися перемогою 1-ї запорозької дивізії УНР, під командуванням генерала Михайла Омеляновича-Павленка.

## Хід боїв
25 вересня о 5-й годині Чорний полк 1-ї запорізької дивізії на чолі з поручником Янісом Броже вирушив із с. Гелетинці в напрямку Проскурова, проходячи лівіше Фельштина на 5 верст. Вже в дорозі було вислано в право від 3-ї сотні роз'їзд під командою хорунжого Івана Бубона. Через декілька годин роз'їзд привів 21 полоненого комуніста.
За 18 верст від Проскурова, в с. Климківці Запорозька дивізія з'єдналася з 6-ю стрілецькою дивізією. Рушили далі. Ворога не було видно.
О 3-й годині дня дивізія наблизилася до Проскурова, відкіля було чути гарматну стрілянину. Пізніше довідалися, що там зав'язала бій Окрема кінна дивізія, але їй не давали ходу чотири ворожі бронепотяги. За 2 версти до міста гармати стали на позицію і відкрили вогонь по ворожих бронепотягах. 1-й курінь пішов на станцію Гречани, 2-й — на центр міста. Запорожська піхота розвернулась в лави і теж пішла на місто. Увесь час йшов гарматний бій. Ворог відійшов до залізничної станції.
Пластунський курінь Чорних Запорожців кинуто на станцію. Попри сильний гарматний вогонь за пів години пластуни опанували станцію. Ворожі бронепотяги поспішно відійшли на Деражню.
У місті населення вітало Запорожців квітами. Вже пізно, десь о 8-й вечора, розташувалися на нічліг у селі Заріччя та виставили забезпечення на Лісові Гринівці й Олешин.
26 вересня вранці згідно із наказом Чорний полк зайняв села Лісові Гринівці й Олешин, де й розташувалася охорона лівого крила Армії. У час прибуття 2-го куреня до Лісових Гринівців за 4 версти в с. Пашківці стояв ворожий кінний полк у 140 шабель, який зараз же відступив, вочевидь довідавшись про наступ Чорних.